# Айзекс, Грегори
Грегори Айзекс (англ. Gregory Isaacs; 15 июля 1951 — 25 октября 2010) — ямайский регги-музыкант.
Майло Майлз в The New York Times назвал Айзекса «самым изысканным вокалистом в [жанре] регги» Прозвище певца было Cool Ruler.
Музыкальный сайт AllMusic кратко характеризует Айзекса как «ямайскую суперзвезду регги и отца-основателя [жанра] lover’s rock, чьи томные вокалы сделали из него икону чувственности» и как «одного из самых любимых вокалистов Ямайки», чьи песни были одинаково уместны и в танцевальных залах, и в спальнях» и чья музыкальная карьера растянулась на более чем 30 лет.

## Дискография
- См. «Gregory Isaacs § Discography» в английском разделе.

## Чарты
В 2002 году его альбом 1982 года Night Nurse достиг 15 места в чарте Top Reggae Albums «Билборда».